# نیل والکر (شناگر)
نیل والکر (به انگلیسی: Neil Walker) (زادهٔ ۲۵ ژوئن ۱۹۷۶) شناگر اهل ایالات متحده آمریکا است.